# 制御理論
制御理論（せいぎょりろん、英：control theory）とは、制御工学の一分野で、数理モデルを対象とした、主に数学を用いた制御に関係する理論である。いずれの理論も「モデル表現方法」「解析手法」「制御系設計手法」を与える。

## 古典制御論
古典制御論は、伝達関数と呼ばれる線型の単入出力システムとして表された制御対象を中心に、周波数応答などを評価して望みの挙動を達成する理論である。1950年代に体系化された。代表的な成果物と言えるPID制御は、現在でも産業では主力である（化学プラント等、伝達関数が複雑な生産設備の制御に用いられる）。

### PID制御
PID制御は、制御工学におけるフィードバック制御の一種であり、
入力値の制御を出力値と目標値との偏差、その積分、および微分の3つの要素によって行う方法のことである。

## 現代制御論
現代制御論は、状態方程式と呼ばれる一階の常微分方程式として表現された制御対象に対して、力学系を初めとする種々の数学的な成果を応用して、フィードバック系の安定性、時間応答や周波数応答などを評価して望みの挙動を達成することを目的とする理論である。状態方程式の未知変数（状態変数と呼ぶ）にベクトルを選ぶことができるため、多入出力系の表現が容易となり、複雑な系に対して多くの成果が得られるようになった。
1960年代に最適出力フィードバックが、1970年代には観測器と最適レギュレータを組み合わせたものが、さかんに研究された。可制御性・可観測性、最適レギュレータなどが代表的な成果物と言えよう。

### 線型システム論
線型システム論は、線型の常微分方程式で表された状態方程式を対象とした制御理論である。状態方程式が行列を用いて表現できることから、行列代数や線型力学系の多くの知見が適用され、現代制御論の多くの主要な結果が得られた。そのため、現代制御論と言えば、通常線型システム論を指す。非線型システムであっても、平衡点近傍で線型近似したものを対象に制御系を設計することで問題が解決することが多く、応用範囲は非常に広い。

### システム同定
システム同定は、現に制御対象となる系の測定データを元に、主に統計的手法を用いて系の挙動を代表する数理モデルを同定することである。理論と現実を結び付ける過程であり、特に状態方程式に基づいて制御系の解析や構築を行う現代制御論においてはこれを正確に行うことが重要である。古典制御論においては、周波数応答（様々な周波数の入力を与えたときの出力の振幅や位相）を得ることに相当する。物理モデルや入出力応答などから予め系の構造（例えば状態方程式の次数）がわかっている場合は、パラメトリックモデルに基づくシステム同定が行われる。既知の入力信号と出力の時系列データを元に回帰問題を解くことによりパラメータを決定する。既知の入力信号としては、広いスペクトル幅を持つM系列などの擬似乱数が用いられることが多い。系に非線型性が含まれていても、その関数形がわかっていれば同様の手法で同定できる場合がある。系の構造が予測できない場合はノンパラメトリックモデルに基づくシステム同定が行われるが、処理すべきデータ量が大きくなる。

### 最適制御論
最適制御論は、評価指標を与え、それを最小化（または最大化）することで、最適な制御系を与えることを目的とした理論である。1960年代に最適出力フィードバックに関する研究がさかんに行われたが、最も代表的なのは2次形式の評価関数
{\displaystyle J=\int _{0}^{\infty }\left(x^{T}Qx+u^{T}Ru\right)dt}
を最小化にする状態フィードバック入力を求めるもので、最適レギュレータ (Optimal Regulator) と呼ばれる。その解は代数的リッカチ方程式 (Algebraic Riccati Equation)
{\displaystyle A^{T}P+PA-PBR^{-1}B^{T}P+Q=0}
の正定対称解{\displaystyle P}を元に、
{\displaystyle u=-R^{-1}B^{T}Px}
で与えられる。

## ポスト現代制御論
線型システムを対象とした現代制御論は1980年頃に完成した。その後、研究の主流は、モデル化誤差に対して有効な制御系設計の問題（ロバスト制御問題）に移行した。その中でもH∞制御理論が最も実用化が進んでいると言える。

### H∞制御理論
H∞制御理論は、外乱信号の影響を抑制する制御系を構築するための理論である。外乱抑制性能を H∞ノルムによって評価することからこう呼ばれている。制御対象の不確定な部分を外乱信号として扱うことで、モデルの不確かさの影響を抑制する制御系となる。このように、想定していたモデル（ノミナルモデルと呼ぶ）からの誤差に対しても有効な（安定性を失わない） 性質を『ロバスト性』（堅牢性、安定性の意）と呼ぶ。

### サンプル値制御理論[14][15]
H∞制御理論では、連続時間で動作する制御器の設計が前提であった。しかし、計算機を用いて制御器が実装されることが今日の主流であることを考えると、制御器の構成は、離散時間コントローラをAD/DA変換器によって連続時間プラントに接続した形のものとならざるを得ない。このようなシステムはもはや時不変システムではなく周期時変システムであり、H∞制御理論の成果をそのまま応用することが出来なくなる。そこで、リフティングという操作により、無限次元の離散時間線型システムを取り扱うことに帰着される。

### 有限時間整定制御
漸近安定性を持つシステムは、通常、有限時間内では誤差が厳密には零になることは理論上保証されない。そこで、所望の時間内で制御誤差を厳密にゼロにする制御が有限時間整定制御(deadbeat control) である。近年はロバスト性についての研究も行われている。

### 非線型システム論
非線型システム論は、線型システムでないシステム、主として非線型の状態方程式を対象とした理論である。その対象は実に多岐に渡るが、その中でも状態方程式が滑らか（無限回微分可能）であるものについて集中的に研究され、微分幾何学の概念を応用して、線型システム論の概念の拡張を初め、多くの成果が出始めている。

### 適応制御 (Adaptive Control)
適応制御は、パラメータ（の一部）が未知である制御対象に対して、系を安定化しつつパラメータを推定する制御方法である。パラメータが変動するようなシステムで高い制御性能を発揮することを目指している。制御系設計の段階でシステム同定をする必要がない。

### 離散事象システム
離散事象システムは、系の内部状態に対する事象が離散的に生起することで状態遷移が起こるシステムの総称である。オートマトンや形式言語を用いることで制御パターンを与える制御器を持つスーパバイザ制御や、ペトリネットを用いたモデルが存在する。しばしば離散時間システムと混同されるが、全く異なる概念であることに注意が必要である。

### ハイブリッドシステム論
ハイブリッドシステム論は、連続時間動的システムと離散事象を組み合わせたハイブリッドシステムを対象とする制御理論である。1990年代後半から研究され始めるようになり、現在もさかんに研究されている。当初は、ウェルポーズドネスや可制御構造などの解析に注力されていたが、クラスを限定した安定化問題も出現し始めている。また、離散事象のみで構成されるシーケンス制御をハイブリッドシステムの枠組みで捉える試みが注目され始めている。

#### 主な概念
ハイブリッドシステム (Hybrid System)
連続時間動的システムと離散事象を組み合わせたシステム。不連続な状態変化を伴う現象も扱うことができ、制御理論の中で適用対象の最も広いシステムであると言える。
ウェルポーズドネス (Well-posedness)
解の存在性と唯一性。常微分方程式によって表される現代制御論の場合よりも議論は遥かに複雑となる。

## 知的制御 (Intelligent Control)
知的制御とは、ニューラルネットワーク、ファジィ論理、学習、遺伝的アルゴリズムなど、ソフトウェアアルゴリズムを使用した情報工学を発祥とした制御手法である。他の制御理論との最も大きな考え方の違いは、制御モデルやコントローラを構築する際に、物理的性質に基づく情報を必要としないところにあると言える。学習や遺伝的アルゴリズムは、汎用性の高い最適化の手段を与える。

### ファジィ制御
ファジィ制御は、ファジィ集合(Fuzzy Set)を制御モデルや制御系で使用する方法である。言語で表現された論理（ファジィ論理）によって対象となるモデルや制御系を組み立てて行くためにコンピュータプログラムとの親和性が高い。また、自然言語を利用できるため、熟練者の知識や経験を活かした制御システムの再現に適している。

### ニューラルネットワーク制御
ニューラルネットワーク制御は、システムの入出力信号をもとにしてニューラルネットによって非線型な入出力関係を再現し、それを制御対象とする制御手法である。

## 学習参考図書等
- 小郷寛、美田勉：「システム制御理論入門」、実教出版、ISBN 978-4-407-02205-6 (1979年12月15日).
- 須田信英：「線型システム理論」、朝倉書店、ISBN 4-254-20967-3 (1993年12月10日)．
- 杉江俊治、藤田政之：「フィードバック制御入門」、コロナ社、ISBN 978-4-339-03303-8 (1999年2月25日)．
- 片山徹：「新版 フィードバック制御の基礎」、朝倉書店、ISBN 978-4-254-20111-6 (2002年2月20日).
- 大住晃：「線形システム制御理論」、森北出版、ISBN 4-627-91821-6 (2003年12月24日)．
- Jan M.Maciejowski(著)、足立修一、菅野正明(訳)：「モデル予測制御：制約のもとでの最適制御」、東京電機大学出版局、ISBN 4-501-32460-0 (2005年1月20日).
- 池田雅夫、藤崎泰正：「多変数システム制御」、コロナ社、ISBN 978-4-339-03309-0 (2010年5月24日).
- 川田昌克：「MATLAB/Simulinkによる　現代制御理論」、森北出版、ISBN 978-4-627-92041-5 (2011年6月2日).
- 佐藤和也、下本陽一、熊澤典良：「はじめての現代制御理論」、講談社、ISBN 978-4-06-156508-1 (2012年9月10日).
- Ph.D.志水清孝：「フィードバック制御理論：安定化と最適化」、コロナ社、ISBN 978-4-339-03208-6 (2013年11月1日).
- 松井義弘（他）：「線型システム制御論」、朝倉書店、ISBN 978-4-254-20160-4 (2015年3月25日).
- 南裕樹：「Pythonによる 制御工学入門」、オーム社、ISBN 978-4-274-22390-7 (2019年5月25日).
- 南裕樹、石川将来人：「制御系設計論」、コロナ社、ISBN 978-4-339-03237-6 (2022年1月11日).